# Matija Kvasina
Mitja Kvasina, hrvaški kolesar, * 4. december 1981, Nova Gradiška, Socialistična federativna republika Jugoslavija.
Kvasina je upokojeni profesionalni hrvaški cestni kolesar, ki je v svoji karieri med letoma 2004 in 2017 tekmoval za klube Perutnina Ptuj, Amica Chips-Knauf, Loborika, Loborika, Tuşnad, Zheroquadro–Radenska, Gourmetfein–Simplon, Synergy Baku in Team Felbermayr–Simplon Wels. Nastopil je na poletnih olimpijskih igrah v letih 2008 in 2016, najboljšo uvrstitev je dosegel leta 2008 s 37. mestom v kronometru. Leta 2005 je zmagal na Dirki po Srbiji, leta 2012 na Dirki po Romuniji, leta 2014 na dirki Alpes Isère Tour, leta 2016 pa na Dirki po Hrvaški. Osvojil je tudi drugo mesto na dirki Hrvaška–Slovenija leta 2008 in tretje mesto na dirki Grand Prix Cycliste de Gemenc leta 2009. Osemkrat je postal hrvaški državni prvak v kronometru, enkrat pa na cestni dirki. Leta 2017 je prejel štiriletno prepoved tekmovanja zaradi dopinga po pozitivnem vzorcu na Valonski puščici, zaradi česar so mu brisali rezultate tega leta, sam pa je končal kariero.